# Awaking the Gods: Live in Mexico
Awaking the Gods: Live In Mexico — первый концертный альбом немецкой симфоник-метал-группы Haggard. Выпущен 24 сентября 2001 года на лейбле Drakkar Entertainment.
Концертная запись издавалась как на CD, так и на DVD со съёмками выступления.
Видео было снято в Teatro Ferrocarrilero (Мехико) во время тура в поддержку альбома Awaking the Centuries. Помимо песен, DVD содержит материал, снятый в Теотиуакане.

## Список композиций
1. Intro/Rachmaninov Choir — 2:14
2. Mediaeval Part — 1:50
3. Lost — 4:39
4. Prophecy Fullfilled / And The Dark Night Entered — 7:03
5. Menuett — 1:21
6. Origin of a Chrystal Soul — 7:15
7. Awaking the Centuries — 10:11
8. Courante — 1:29
9. In a Full Moon Procession — 6:09
10. Final Victory — 7:04
11. In a Pale Moon’s Shadows — 11:03

## Участники записи
- Asis Nasseri — вокал, гитара, литавры
- Luz Marsen — ударные, перкуссия
- Andi Nad — бас
- Danny Klupp — гитара
- Karin Bodenmuller — сопрано
- Christian — тенор
- Thomas Rosato — бас-вокал
- Florian Schnellinger — перкуссия
- Hans Wolf — фортепиано, рояль
- Kathrin Pechlof — арфа
- Steffi Hertz — альт
- Kathrin Hertz — виолончель
- Andrea Sterr — скрипка
- Michael Stapf — скрипка
- Christoph V. Zastrow — флейта
- Florian Bartl — гобой
- Robert Muller — кларнет
- Fiffi Fuhrmann — тенор
- Georg Uttenthaler — контрабас
- Peter Prysch — валторна